# 奧舒亞賭場
奧舒亞賭場（O'Sheas Casino）是美國內華達州拉斯維加斯賭城大道上的一間賭場，由哈拉斯娛樂（Harrah's Entertainment）所持有及營運。賭場位於火鶴酒店側，是一所面積較小的賭場。賭場主要以愛爾蘭風格為主題，整體建築為歐陸式。